# Бем Адебайо
Едріс Фемі «Бем» Адебайо (англ. Edrice Femi «Bam» Adebayo; нар. 18 липня 1997, Ньюарк, штат Нью-Джерсі, США) — американський професійний баскетболіст, який виступає за команду Національної баскетбольної асоціації «Маямі Гіт». Був обраний під загальним 14-м номером на драфті НБА 2017 року командою «Маямі Гіт».

## Дитинство
Адебайо отримав прізвисько «Бем Бем» від своєї матері, коли під час перегляду «Флінстоунів» у однорічному віці він перевернув журнальний столик так само, як персонаж шоу «Бем Бем Раббл».

## Кар'єра у школі
Юнаком він відвідував середню школу в Норт-Сайді в Пайнтауні (Північна Кароліна), де він набирав 32,2 очка і 18 підбирань за гру. Потім він перейшов в Християнську академію Гай-Пойнт в Гай-Пойнті. У своєму старшому сезоні в академії Адебайо набирав в середньому 18,9 очок, 13,0 підбирань, 1,4 блоки та 1,5 передач за гру. Адебайо привів свою команду для участі в чемпіонаті штату Північної Кароліни. Він отримав звання Містер баскетбол Північної Кароліни в 2016 році. До свого випускного класу Адебайо змагався в тренувальних таборах Adidas разом з Деннісом Смітом. У змаганнях, що проводяться під егідою Adidas, він набирав 14,2 очка і 10,2 підбирань за гру. Незабаром він зіграв в тренувальному таборі Under Armour за команду Фелтона. У 2016 році він отримав запрошення на участь у виставкових матчах: McDonald's All-American і Jordan Brand Classic. Він брав участь в Under Armor Elite 24 Invitational в 2015 році, де його назвали Elite 24 MVP. Адебайо також брав участь в таборі «Адідас» та «NBPA 100». Адебайо був оцінений ESPN як п'ятизірковий рекрут і посів перше місце в загальному заліку в класі середньої школи в 2016 році.

## NBA
22 червня 2017 року Адебайо був вибраний під 14-м номером драфту командою «Маямі Гіт». 1 липня 2017 року Адебайо підписав контракт з «Гіт» та приєднався до команди для участі у літній лізі НБА 2017.